# نشانگان خون‌دزدی زیرترقوه‌ای
نشانگان خون‌دزدی زیرترقوه‌ای (انگلیسی: Subclavian steal syndrome) نقص جریان خون مغز است در نتیجه مکیده شدن خون مغز به اندام بالایی هنگامی‌که سرخرگ زیرترقوه‌ای طرف ضایعه دیده قبل از انشعاب سرخرگ مهره‌ای مسدود شود. به این بیماری «سندرم خون‌دزدی شریان تحت ترقوه‌ای» و «سندرم سرقت ساب‌کلاوین» هم گفته‌اند.
شایعترین محل آن ابتدای زیرترقوه‌ای (زیرچنبری) چپ است. معمولاً هیچگاه به گانگرن نمی‌رسد چون کلترال زیاد دارد. وقتی از دست زیاد کار بکشیم، تقاضا زیاد شده و از مهره‌ها خون می‌گیرد (از مغز) و در صورت تنگی کاروتید علائم دوبینی، سرگیجه و اختلال تعادل ایجاد می‌شوند. تشخیص با داپلر کاروتید است. داپلر تنگی ساب کلاوین را تشخیص نمی‌دهد اما دیدن حرکت معکوس خون در شریان مهرهای دلالت بر این سندرم است. گاه ساب کلاوین از قلب دزدی می‌کند. در هر صورت تنگی کاروتید را عمل می‌کنیم.